# Kanton Bogny-sur-Meuse
Der Kanton Bogny-sur-Meuse ist ein französischer Wahlkreis im Département Ardennes in der Region Grand Est. Er umfasst 12 Gemeinden im Arrondissement Charleville-Mézières. Durch die landesweite Neuordnung der französischen Kantone wurde er 2015 neu geschaffen.

## Gemeinden
Der Kanton besteht aus zwölf Gemeinden mit insgesamt 14.535 Einwohnern (Stand: 1. Januar 2022) auf einer Gesamtfläche von 206,82 km²:
| Gemeinde               | Einwohner 1. Januar 2022 | Fläche km² | Dichte Einw./km² | Code INSEE | Postleitzahl |
| ---------------------- | ------------------------ | ---------- | ---------------- | ---------- | ------------ |
| Bogny-sur-Meuse        | 4.947                    | 23,16      | 214              | 08081      | 08120        |
| Deville                | 1.044                    | 7,83       | 133              | 08139      | 08800        |
| Haulmé                 | 87                       | 3,63       | 24               | 08217      | 08800        |
| Joigny-sur-Meuse       | 631                      | 3,86       | 163              | 08237      | 08700        |
| Laifour                | 410                      | 3,25       | 126              | 08242      | 08800        |
| Les Hautes-Rivières    | 1.253                    | 31,34      | 40               | 08218      | 08800        |
| Les Mazures            | 856                      | 36,14      | 24               | 08284      | 08500        |
| Montcornet             | 299                      | 11,51      | 26               | 08297      | 08090        |
| Monthermé              | 2.155                    | 32,33      | 67               | 08302      | 08800        |
| Renwez                 | 1.637                    | 16,18      | 101              | 08361      | 08150        |
| Thilay                 | 983                      | 36,04      | 27               | 08448      | 08800        |
| Tournavaux             | 233                      | 1,55       | 150              | 08456      | 08800        |
| Kanton Bogny-sur-Meuse | 14.535                   | 206,82     | 70               | 0802       | –            |

## Politik
| Vertreter im Departementrat | Vertreter im Departementrat            | Vertreter im Departementrat |
| Amtszeit                    | Namen                                  | Partei                      |
| --------------------------- | -------------------------------------- | --------------------------- |
| 2015–                       | Elisabeth Bonillo-Deram Erik Pilardeau | UG                          |